# Четырнадцатая поправка к Конституции Ирландии
Четырнадцатая поправка к Конституции Ирландии — поправка к Конституции Ирландии, принятая по результатам референдума 25 ноября 1992 года (поправка была внесена в закон 23 декабря того же года), в которой было оговорено, что законное распространение информации об услугах, легально совершаемых в других странах, не может быть пресечено. В тот же день была принята и тринадцатая поправка к Конституции Ирландии, согласно которой запрет на совершение абортов, принятый восьмой поправкой к Конституции Ирландии, не может ограничивать перемещение за границы государства, и отклонена двенадцатая поправка, согласно которой предлагалось закрепить, что возможность суицида не является достаточным поводом для признания угрозы жизни матери и совершения аборта.
Текст нового подпункта в статью 40.3.3:

Данное положение не ограничивает свободу получения или предоставления в Государстве, при соблюдении условий, которые могут быть установлены законом, информации, касающейся услуг, законно доступных в другом государстве.
Оригинальный текст (англ.)This subsection shall not limit freedom to obtain or make available, in the State, subject to such conditions as may be laid down by law, information relating to services lawfully available in another state.

## Результаты
| Четырнадцатая поправка в Конституцию Ирландии | Четырнадцатая поправка в Конституцию Ирландии | Четырнадцатая поправка в Конституцию Ирландии |
| За или против                                 | Голосов                                       | Процент                                       |
| --------------------------------------------- | --------------------------------------------- | --------------------------------------------- |
| За                                            | 992 833                                       | 59.88%                                        |
| Против                                        | 665 106                                       | 40.12%                                        |
| Действительные голоса                         | 1 657 939                                     | 95.70%                                        |
| Чистые или бракованные бланки                 | 74 494                                        | 4.30%                                         |
| Всего голосов                                 | 1 732 433                                     | 100.00%                                       |
| Явка                                          | 68.13%                                        | 68.13%                                        |
| Число избирателей                             | 2 542 841                                     | 2 542 841                                     |